# Helle Tuxen
Helle Tuxen (Tananger, 4 settembre 2001) è una tuffatrice norvegese.

## Biografia

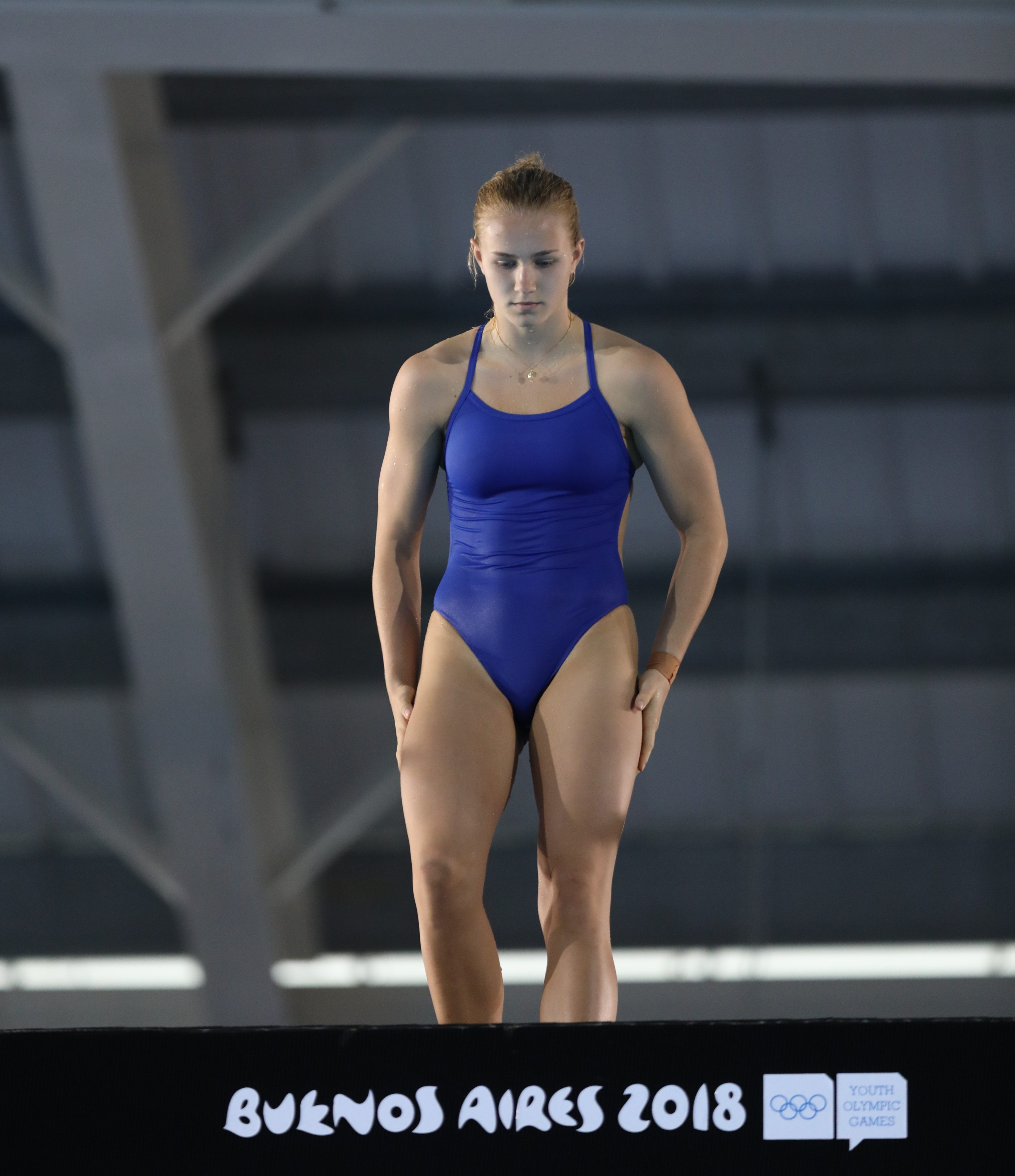
Helle Tuxen in gara nel 2018

Compete nel trampolino da 3 metri e dalla piattaforma da 10 metri. Dal trampolino compete anche nel sincro insieme alla sorella Anne Vilde Tuxen. Nel 2016 ha vinto un argento al Grand Prix di Madrid.
Agli europei di nuoto di Budapest 2020 si è classificata settima nel concorso della squadra mista, gareggiando con Axel Nyborg, Caroline Kupka e la sorella Anne Vilde Tuxen. Nella piattaforma 10 metri si è piazzata quindicesima.
Nel 2024, agli europei di Belgrado, conquista la medaglia d'argento nel trampolino 3 metri.

## Palmarès
| Anno | Manifestazione   | Sede     | Evento        | Risultato | Prestazione | Note |
| ---- | ---------------- | -------- | ------------- | --------- | ----------- | ---- |
| 2024 | Europei di nuoto | Belgrado | Trampolino 3m | Argento   | 243,20 p.   |      |